# Robakia arctica
Robakia arctica är en svampart som beskrevs av Petr. 1952. Robakia arctica ingår i släktet Robakia, divisionen sporsäcksvampar och riket svampar.   Inga underarter finns listade i Catalogue of Life.